# Pallenopsis kupei
Pallenopsis kupei är en havsspindelart som beskrevs av Clark, W.C. 1971. Pallenopsis kupei ingår i släktet Pallenopsis och familjen Phoxichilidiidae. Inga underarter finns listade i Catalogue of Life.